# Kwasica oddechowa
Kwasica oddechowa – rodzaj kwasicy, która rozwija się w następstwie upośledzonego wydalania dwutlenku węgla przez płuca, co powoduje wzrost stężenia kwasu węglowego w płynie międzykomórkowym i obniżenie pH krwi. Kwasica oddechowa występuje w zahamowaniu czynności ośrodka oddechowego (uszkodzenie, działanie leków), chorobach płuc (dychawica oskrzelowa, rozedma płuc, rozstrzenie oskrzeli, zapalenie, obrzęki), w sercu płucnym i znieczuleniu ogólnym. Klinicznie może się objawiać dodatkowo osłabieniem, bólami głowy, apatią, a przy cięższych przypadkach sennością i śpiączką.